# Maire O'Neill
Maire O'Neill, pseudonimo di Mary Agnes Allgood (Dublino, 12 gennaio 1885 – Basingstoke, 2 novembre 1952), è stata un'attrice irlandese.

## Biografia
Maire O'Neill nacque il 12 gennaio 1885 a Dublino con il nome di Mary Agnes Allgood, figlia del protestante George Allgood e della cattolica Margaret Harold.
Importante attrice teatrale e cinematografica, membro di lunga data dell'Abbey Theatre, dove è apparsa con sua sorella, l'attrice Sara Allgood nei primi anni del 1900, fu descritta come sofisticata, lirica e sottile.
Il loro padre criticava la passione delle ragazze per il canto e la danza, una passione coltivata assieme alla loro madre in segreto.
Durante l'adolescenza si unirono alla Irish National Theatre Society e furono istruiti da Willie Faye. All'inizio della sua carriera, Maire O'Neill decise di separarsi da Sara cambiando il suo nome in Maire O'Neill.
La carriera di Maire O'Neill è legata a quella dello scrittore irlandese John Millington Synge, in un momento di rinascita culturale e politica in Irlanda.
Esordì sul palcoscenico nell'opera di Synge La fonte dei santi (The Well of Saints, 1905), catturando immediatamente l'attenzione del drammaturgo. Synge fu così preso che divenne la musa per le sue opere più importanti, come Il furfantello dell'Ovest (The Playboy of the Western World, 1907) e Deirdre, l'addolorata (Deirdre of the Sorrows, 1910).
Rimase all'Abbey Theatre fino al 1911, quando sposò G.H. Mair, un giornalista del Manchester Guardian, con cui ha avuto due figli.
Dopo di che si esibì in Inghilterra e negli Stati Uniti d'America, interpretando con successo i principali testi contemporanei del movimento drammatico irlandese oltre a quelli classici shakespeariani, ma la sua vita fu funestata da due eventi luttuosi, quali la morte di suo fratello nel 1915, e di suo marito nel 1926. Sei mesi dopo sposò l'attore Arthur Sinclair. In quegli anni recitò con Sara in numerose tournée e anche nell'adattamento cinematografico del dramma di Sean O' Casey Giunone e il pavone (1930), diretto da Alfred Hitchcock.
Altri problemi li ebbe con la morte di suo figlio, con la sua crisi matrimoniale e con l'alcolismo.
Per quanto riguarda la sua carriera cinematografica, si mise in evidenza per le interpretazioni in Love on the Dole (1941) e Lo schiavo dell'oro (1951).
Morì il 2 novembre 1952 per le ustioni
riportate dopo essere caduta nel camino della sua casa.

## Filmografia
- Giunone e il pavone (Juno and the Paycock), regia di Alfred Hitchcock (1930)
- Irish Hearts, regia di Brian Desmond Hurst (1934)
- Come Out of the Pantry, regia di Jack Raymond (1935)
- Il castello del mistero (Ourselves Alone), regia di Brian Desmond Hurst e Walter Summers (1936)
- Spring Handicap, regia di Herbert Brenon (1937)
- Il mistero di Cambridge (Bulldog Drummond at Bay), regia di Norman Lee (1937)
- Penny Paradise, regia di Carol Reed (1938)
- Marciapiedi della metropoli (St. Martin's Lane), regia di Tim Whelan (1938)
- Lo schiavo dell'oro (Scrooge), regia di Brian Desmond Hurst (1951)